# Europameisterschaften im Modernen Fünfkampf 1998
Die Europameisterschaften im Modernen Fünfkampf 1998 wurden bei den Herren in Uppsala, Schweden, sowie bei den Damen in Warschau, Polen, ausgetragen.
Die deutsche Mannschaft gewann in der Damenstaffel mit Silber ihre einzige Medaille bei diesen Meisterschaften.

## Herren

### Einzel
| Platz | Land       | Sportler           |
| ----- | ---------- | ------------------ |
| 1     | Frankreich | Sébastien Deleigne |
| 2     | Tschechien | Libor Capalini     |
| 3     | Litauen    | Edvinas Krungolcas |

### Mannschaft
| Platz | Land       | Sportler                                            |
| ----- | ---------- | --------------------------------------------------- |
| 1     | Frankreich | Sébastien Deleigne Frédéric Clercq Olivier Clergeau |
| 2     | Ungarn     | Ákos Hanzély Gábor Balogh Péter Sárfalvi            |
| 3     | Belarus    | Pawal Douhal Andrej Smirnow Aleksandr Bysov         |

### Staffel
| Platz | Land       | Sportler                                                   |
| ----- | ---------- | ---------------------------------------------------------- |
| 1     | Frankreich | Sébastien Deleigne Frédéric Clercq Olivier Clergeau        |
| 2     | Litauen    | Edvinas Krungolcas Eugenius Senuita Andrejus Zadneprovskis |
| 3     | Tschechien | Zbyněk Ambrož Libor Capalini Tomáš Janko                   |

## Damen

### Einzel
| Platz | Land    | Sportlerin       |
| ----- | ------- | ---------------- |
| 1     | Polen   | Paulina Boenisz  |
| 2     | Polen   | Iwona Kowalewska |
| 3     | Italien | Fabiana Fares    |

### Mannschaft
| Platz | Land     | Sportlerinnen                                        |
| ----- | -------- | ---------------------------------------------------- |
| 1     | Italien  | Federica Foghetti Claudia Cerutti Fabiana Fares      |
| 2     | Polen    | Iwona Kowalewska Anna Sulima Dorota Idzi             |
| 3     | Russland | Jelisaweta Suworowa Tatjana Muratowa Marina Kolonina |

### Staffel
| Platz | Land        | Sportlerinnen                                     |
| ----- | ----------- | ------------------------------------------------- |
| 1     | Belarus     | Halina Baschlakowa Anna Wnukowa Schanna Schubenok |
| 2     | Deutschland | Kim Raisner Thora Meyer-Efland Elena Reiche       |
| 3     | Polen       | Iwona Kowalewska Paulina Boenisz Anna Sulima      |

## Medaillenspiegel
| Platz | Land        | Goldmedaille | Silbermedaille | Bronzemedaille |
| 1     | Frankreich  | 3            | –              | –              |
| 2     | Polen       | 1            | 2              | 1              |
| 3     | Italien     | 1            | –              | 1              |
| 3     | Belarus     | 1            | –              | 1              |
| 5     | Litauen     | –            | 1              | 1              |
| 5     | Tschechien  | –            | 1              | 1              |
| 7     | Deutschland | –            | 1              | –              |
| 7     | Ungarn      | –            | 1              | –              |
| 9     | Russland    | –            | –              | 1              |